# Toécin
Ne doit pas être confondu avec Toéssin.
Toécin est une localité située dans le département de Poura de la province des Balé dans la région de la Boucle du Mouhoun au Burkina Faso.